# Cerro Ojitos
Cerro Ojitos är ett berg i Bolivia.   Det ligger i departementet Potosí, i den sydvästra delen av landet, 400 km sydväst om huvudstaden Sucre. Toppen på Cerro Ojitos är 5 271 meter över havet, eller 492 meter över den omgivande terrängen. Bredden vid basen är 26,9 km.
Terrängen runt Cerro Ojitos är huvudsakligen lite bergig. Cerro Ojitos är den högsta punkten i trakten. Trakten runt Cerro Ojitos är nära nog obefolkad, med mindre än två invånare per kvadratkilometer.. Det finns inga samhällen i närheten.
Omgivningarna runt Cerro Ojitos är i huvudsak ett öppet busklandskap.